# Каусар, Саид Масуд
Саид Масуд Каусар (англ. Syed Masood Kausar) — пакистанский государственный деятель. 21-й губернатор провинции Хайбер-Пахтунхва.

## Биография
Саид Масуд родился 2 мая 1938 года в Кохате. После окончания колледжа Исламия в Пешаваре он продолжил обучение в Пешаварском университете, окончив его в 1960 году со степенью бакалавра юриспруденции. В 1968 году получил статус барристера в Англии. После возвращения из Англии был избран президентом Хайберского союза колледжа Исламия. Затем он стал первым избранным генеральным секретарем студенческого союза университета Пешавара. В 1970-е годы присоединился к Пакистанской народной партии и занимал различные должности в Провинциальной ассамблеи Хайбер-Пахтунхвы. 
C 1988 по 1990 год занимал должность спикера Провинциальной ассамблеи. С 1994 год по 2001 год был членом сената Пакистана. Он являлся членом Постоянного комитета Сената по нефти и природным ресурсам, внутренним делам и по контролю над оборотом наркотиков. 10 февраля 2011 года стал губернатором провинции Хайбер-Пахтунхва. 10 февраля 2013 года его сменил на этой должности Шаукатулла Хан.